# Puolvajärvi
Puolvajärvi är en sjö i Gällivare kommun i Lappland och ingår i Kalixälvens huvudavrinningsområde. Sjön har en area på 0,182 kvadratkilometer och ligger 388,1 meter över havet. Puolvajärvi ligger i Puolva Natura 2000-område.

## Delavrinningsområde
Puolvajärvi ingår i det delavrinningsområde (748977-173777) som SMHI kallar för Utloppet av Puolvajärvi. Medelhöjden är 395 meter över havet och ytan är 0,64 kvadratkilometer. Räknas de 2 avrinningsområdena uppströms in blir den ackumulerade arean 2,68 kvadratkilometer. Vattendraget som avvattnar avrinningsområdet har biflödesordning 6, vilket innebär att vattnet flödar genom totalt 6 vattendrag innan det når havet efter 227 kilometer. Avrinningsområdet består mestadels av skog (72 procent). Avrinningsområdet har 0,18 kvadratkilometer vattenytor vilket ger det en sjöprocent på 28,2 procent.